# Kazimierz Rogoyski
Kazimierz Rogoyski (ur. 12 marca 1870 w Bidzinach, zm. 10 maja 1940 w Kuropatach) – polski ziemianin, chemik rolny, teoretyk i praktyk rolnictwa, profesor Uniwersytetu Jagiellońskiego i Uniwersytetu Stefana Batorego w Wilnie, ofiara zbrodni katyńskiej.

## Życiorys
Kazimierz Rogoyski urodził się w 1870 r. w Bidzinach (obecne województwo świętokrzyskie, powiat opatowski), zginął w 1940 rozstrzelany przez NKWD w Kuropatach koło Mińska.

### Okres przed zakończeniem I wojny światowej
Był profesorem Uniwersytetu Jagiellońskiego i Uniwersytetu Stefana Batorego w Wilnie. Ukończył studia na Wydziale Chemicznym Uniwersytetu w Dorpacie i na Wydziale Rolniczym Uniwersytetu w Lipsku. W latach 1911–1914 sprawował funkcję kierownika Stacji Doświadczalnej w Chojnowie, od 1902 roku kierował Katedrą Uprawy Roli i Roślin na Uniwersytecie Jagiellońskim.
W roku 1924 objął Katedrę Uprawy Roli i Roślin na Wydziale Matematyczno-Przyrodniczym Uniwersytetu w Wilnie, gdzie zakładał Studium Rolnicze. W swej pracy naukowo-doświadczalnej zwieńczonej wyhodowaniem nowych odmian pszenicy skupiał się głównie nad badaniem fizjologii, uprawy i hodowli roślin. Nie ograniczał się tylko do działalności naukowej – w latach 1914–1917 badał stan zniszczeń wojennych na ziemiach polskich, przyczyniając się do obsiewu opuszczonych ziem i inicjował przedsięwzięcia gospodarcze, m.in. uruchamiając stare cukrownie. Poruszając się wraz z Wojskiem Polskim na wschód, wygłaszał wykłady i analizował skalę zniszczeń dokonanych przez wroga, które to materiały stały się podstawą do wysunięcia roszczeń odszkodowawczych strony polskiej od Niemiec na Kongresie Wersalskim w 1919 r. W czasie działań wojennych dotarł do opuszczonych przez Rosjan Puław, gdzie podjął natychmiastowe starania o sprowadzenie tam profesorów krakowskich, przez co przyczynił się do rozpoczęcia działania Państwowego Instytutu Naukowego Gospodarstwa Wiejskiego.

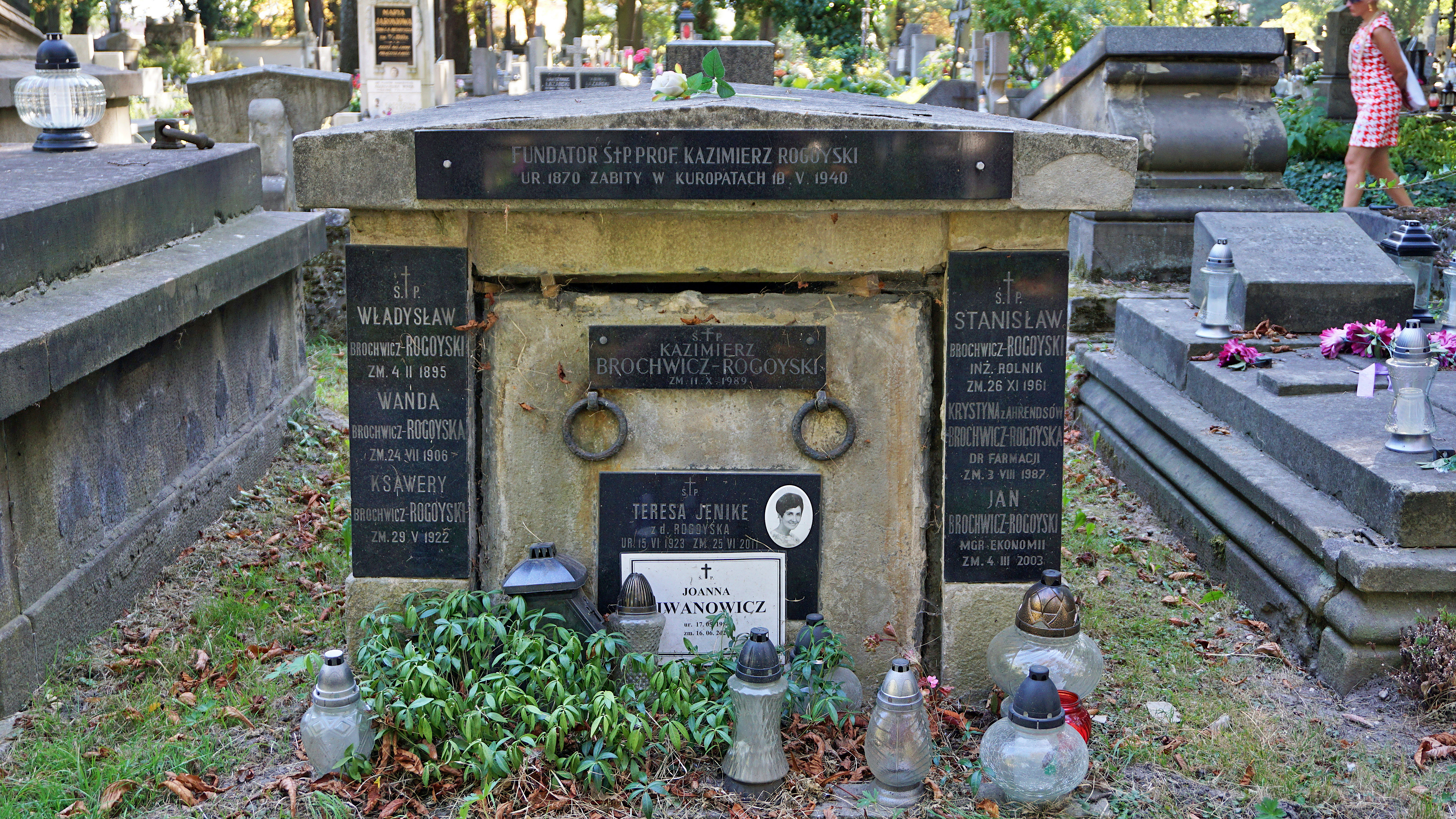
Grób Kazimierza Rogoyskiego na Cmentarzu Rakowickim w Krakowie

W czasie wojny polsko-rosyjskiej 1920 roku minister spraw wewnętrznych RP Leopold Skulski powierzył mu opiekę nad ludnością ewakuowaną z terenów objętych zawieruchą wojenną, w tym też czasie brał aktywny udział w pracach Centralnej Komisji Ewakuacyjnej. Był współautorem głównego planu ewakuacyjnego. Udało mu się łączyć działalność naukową i społeczną z pracą publicystyczną. Od roku 1900 stale współpracował z „Gazetą Rolniczą”, której łamy stały się jego kolejną katedrą.
W wolnej Polsce był prezesem Wydziału Rolniczo-Melioracyjnego Centralnego Towarzystwa Rolniczego w Warszawie, przewodniczył Komisji Uprawy Łąk i Pastwisk Rady Wydziału Melioracyjnego CTR. W 1933 r. został mianowany radcą w Białostockiej Izbie Rolniczej.
Prof. Kazimierz Rogoyski w czasie pracy na Uniwersytecie Stefana Batorego w Wilnie współpracował z Rozgłośnią Wileńską Polskiego Radia, pełniąc funkcję kierownika redakcji gospodarczej.

### Okres międzywojenny
W roku 1920 Rogoyski poślubił Halinę Marię Kierznowską i osiadł na majątku Szepietowo Podleśne. To właśnie na dobrach szepietowskich wdrażał najnowsze osiągnięcia agronaukowe. Był inicjatorem licznych spółek wodnych, propagując pożytki płynące z melioracji pól. Od 1936 r. gospodarował również w majątku Szepietowo-Wawrzyńce, gdzie obecnie znajduje się siedziba Podlaskiego Ośrodka Doradztwa Rolniczego w Szepietowie. Jednocześnie w swym majątku corocznie organizował pokazy i wystawy rolnicze, na które licznie przybywali nie tylko rolnicy z okolicznych miejscowości, ale i mieszkańcy odległych zakątków Grodzieńszczyzny i Wileńszczyzny, chcący podziwiać efekty pracy profesora i podpatrzyć stosowane przez niego metody. Pola szepietowskie podziwiali wówczas także inni naukowcy, wyżsi urzędnicy wojewódzcy i powiatowi ciekawi wyników doświadczeń polowych. Podczas takich imprez prezentował działania maszyn rolniczych w polu, pokazywał sposoby drenowania, zachęcając do zakładania spółek wodnych i spółdzielni rolniczych. Odbywały się także pokazy hodowlane bydła polskiego czerwonego, z którego Szepietowo było przed wojną powszechnie znane.
Mimo licznych zajęć gospodarskich w prowadzonym przez siebie majątku profesor prowadził rozległą działalność społeczno-gospodarczą aktywizując społeczność lokalną. Jego wizje miały jednak znaczenie ponadlokalne. Wystąpił ze śmiałym projektem budowy kolejki wąskotorowej Siemiatycze – Ciechanowiec – Szepietowo – Zambrów – Łomża, do której w czasie referatu wygłaszanego na Zamku Królewskim w Warszawie w 1929 roku namawiał największe osobistości Rzeczypospolitej, w tym Prezydenta Ignacego Mościckiego. Prężnie działający komitet organizacyjny pod przewodnictwem profesora musiał jednak odstąpić od zamierzonego planu, ponieważ kryzys gospodarczy lat 30. uniemożliwił wprowadzenie tej idei w życie. Jednak profesor niezrażony tym niepowodzeniem, które traktował jako przejściowe, wyszedł z kolejną inicjatywą- budowy cukrowni w Szepietowie, która miała działać w formie spółdzielni rolniczej i opierać się na najnowocześniejszym fińskim sposobie produkcji. Wizji powołania cukrowni poświęcił wiele lat, podczas których nie szczędząc swych prywatnych środków i sił, zabiegał na wszelkie sposoby o jej urzeczywistnienie. Wojna w 1939 roku przekreśliła te plany.

### Więzienie i śmierć
Po odmowie podjęcia wykładów na moskiewskiej uczelni w 1940 r. został aresztowany przez sowieckie organy bezpieczeństwa i na kilka miesięcy uwięziony w Białymstoku. Nawet w więziennej celi, w której stłoczono ponad 60 osób, dalej wykładał rolnictwo swoim współwięźniom. 8 maja 1940 r. wywieziono go z więzienia białostockiego do Mińska, dwa dni później 10 maja został rozstrzelany w Kuropatach. Dokładne miejsce jego pochówku pozostaje nieznane. Rodzinę deportowano w kwietniu 1940 do Kazachstanu.
24 maja 2008 r. Ośrodkowi Szkoleniowemu Podlaskiego Ośrodka Doradztwa Rolniczego w Szepietowie nadano imię Profesora Kazimierza Rogoyskiego i odsłonięto pamiątkową tablicę upamiętniającą postać i dorobek Profesora.

### Wybrane książki autorstwa Kazimierza Rogoyskiego
- K. Rogoyski, „Prace Stacyi Doświadczalnej w Chojnowie w pierwszych trzech latach jej istnienia”, Wydawnictwo Towarzystwa Rolniczego, Płock, 1904.
- K. Rogoyski, „Kształcenie praktyczne młodzieży rolniczej: (przyczynki i uwagi) na podstawie działalności Komisyi Praktyk Towarzystwa Kółek Ziemian w 1912 r.”, Gebethner i Wolff, Warszawa, 1913.
- K. Rogoyski, „Ogólna nauka uprawy roślin”, Kraków, 1911.
- K. Rogoyski, M. Baraniecki, W. Meylert, „O wykształceniu praktycznem rolników. Charakterystyka gospodarstw Podolskich. Walka z posuchą”, Centralne Towarzystwo Rolnicze, Warszawa 1912.
- K. Rogoyski, „Program prac melioracyjnych w Polsce w najbliższych latach”, Warszawa, 1927
- K. Rogoyski, „Melioracje terenów na wschód od Warszawy w związku z aprowizacją i higieną stolicy”, Warszawa 1929.
- K. Rogoyski, „Przyczynek do poznania obecnego stanu kraju”, Kraków 1915